# Kyle Calder
Kyle Calder (nacido el 5 de enero de 1979 en Manville, en la provincia de Alberta) es un jugador canadiense de hockey sobre hielo que juega en Los Angeles Kings  de la NHL.

## Carrera
Escogido en la 5ª ronda del draft (puesto 130) de 1997  por los Chicago Blackhawks después de una brillante carrera en la WHL, jugó en el equipo de Illinois durante 6 temporadas hasta que fue traspasado a los Philadelphia Flyers a principios de la temporada 2006-07 a cambio de Michal Handzus.
Durante esa misma temporada, en la fecha límite de los traspasos, formó parte de un triple cambio entre Philadelphia, Chicago y Detroit. Calder regresó a Chicago a cambio de Lasse Kukkonen antes de firmar inmediatamente con los Detroit Red Wings a cambio de Jason Williams. Marcó su primer gol con los Wings durante su primera salida con la franquicia de Míchigan. El 2 de julio de 2007 firmó un contrato por 2 temporadas con Los Angeles Kings.

## Estadísticas
| 1995-96     | Regina Pats           | WHL         | 27  | 1   | 7   | 8   | 10  | 11 | 0 | 0  | 0  | 0  |
| 1996-97     | Regina Pats           | WHL         | 62  | 25  | 34  | 59  | 17  | 5  | 3 | 0  | 3  | 6  |
| 1997-98     | Regina Pats           | WHL         | 62  | 27  | 50  | 77  | 58  | 2  | 0 | 1  | 1  | 0  |
| 1998-99     | Pats de Régina        | WHL         | 34  | 23  | 28  | 51  | 29  |    |   |    |    |    |
| 1998-99     | Kamloops Blazers      | WHL         | 27  | 19  | 18  | 37  | 30  | 15 | 6 | 10 | 16 | 6  |
| [1999-2000  | Cleveland Lumberjacks | IHL         | 74  | 14  | 22  | 36  | 43  | 9  | 2 | 2  | 4  | 14 |
| 1999-2000   | Chicago Blackhawks    | NHL         | 8   | 1   | 1   | 2   | 2   |    |   |    |    |    |
| 2000-2001   | Norfolk Admirals      | AHL         | 37  | 12  | 15  | 27  | 21  | 9  | 2 | 6  | 8  | 2  |
| 2000-2001   | Chicago Blackhawks    | NHL         | 43  | 5   | 10  | 15  | 14  |    |   |    |    |    |
| 2001-2002   | Chicago Blackhawks    | NHL         | 81  | 17  | 36  | 53  | 47  | 5  | 2 | 0  | 2  | 2  |
| 2002-2003   | Chicago Blackhawks    | NHL         | 82  | 15  | 27  | 42  | 40  |    |   |    |    |    |
| 2003-2004   | Chicago Blackhawks    | NHL         | 66  | 21  | 18  | 39  | 29  |    |   |    |    |    |
| 2004-2005   | Södertälje SK         | Elitserien  | 12  | 5   | 1   | 6   | 6   | 10 | 5 | 1  | 6  | 2  |
| 2005-2006   | Chicago Blackhawks    | NHL         | 79  | 26  | 33  | 59  | 52  |    |   |    |    |    |
| 2006-2007   | Philadelphia Flyers   | NHL         | 59  | 9   | 12  | 21  | 36  |    |   |    |    |    |
| 2006-2007   | Detroit Red Wings     | LNH         | 19  | 5   | 9   | 14  | 22  | 13 | 1 | 0  | 1  | 8  |
| 2007-2008   | Los Angeles Kings     | NHL         | 65  | 7   | 13  | 20  | 18  |    |   |    |    |    |
| 2008-2009   | Los Angeles Kings     | NHL         | 74  | 8   | 19  | 27  | 41  |    |   |    |    |    |
| Totales NHL | Totales NHL           | Totales NHL | 576 | 114 | 178 | 292 | 301 | 18 | 2 | 1  | 3  | 10 |